# Kings and Queens (пісня Killing Joke)
«Kings and Queens» — це пісня постпанк-гурту Killing Joke, яка вийшла у березні 1985, року на лейблі, E.G Records, і Polydor Records. В UK Singles Chart пісня досягнула, 58-го, місця.

## Чарти
| Чарт (1985)                               | Найвища позиція |
| ----------------------------------------- | --------------- |
| Велика Британія (Official Charts Company) | 58              |